# 英国第18集团军群
第18集團軍（英語：18th Army Group）是盟軍在第二次世界大戰中的編制。第18集團軍成立於1943年2月20日。

## 歷史
第18軍團軍由哈洛德·亞歷山大爵士擔任司令。隸屬於盟軍總司令德懷特·艾森豪將軍。
第18軍團軍的主要編制是伯納德·蒙哥馬利中將指揮的英國第八軍團和肯尼斯·安德森中將指揮的英國第一軍團。英國第八軍團下轄三個英國陸軍的軍：分別是英國第十軍、英國第十三軍、英國第三十軍。第一軍團下轄四個軍：其中兩個軍是英國第五軍以及英國第九軍，另外兩個軍是美國第二軍以及法國第十九軍。
1943年5月15日，第18集團軍在突尼斯解散。  